# Aphis gregalis
Aphis gregalis är en insektsart som beskrevs av Frank Hall Knowlton 1928. Aphis gregalis ingår i släktet Aphis och familjen långrörsbladlöss. Inga underarter finns listade i Catalogue of Life.